# GMK-Analyse
Die GMK-Analyse ist eine Methode der Material- und Lagerwirtschaft um bestimmte Objekte nach deren Volumen zu klassifizieren. Ziel ist die Analyse und Optimierung von Lager-, Umschlag- und Transportkapazitäten. Grundsätzlich unterscheidet man in
- großvolumige (G),
- mittelvolumige (M) und
- kleinvolumige (K)

Teile. Die Einordnung erfolgt nicht nach festen Werten, sondern richtet sich nach dem relativen Abstand zu dem durchschnittlichen Volumen aller Teile. Großvolumige Teile beanspruchen viel Raum und verursachen geringe Kosten, wohingegen kleine Teile weniger, dafür jedoch teureren Raum benötigen. 
Gemeinsam mit der ABC-Analyse und der XYZ-Analyse, welche den Objektwert bzw. die Verbrauchsstruktur des Produkts bewerten, kann die GMK-Analyse als Instrument dazu genutzt werden, eine integriertes Beschaffungs-, Lager- und Transport-Management für bis zu 27 Materialgruppen zu definieren. Die Vorteile dieser integrierten Materialwirtschaft sind Kostenersparnisse, Verringerung der Kapitalbindung, die Entwicklung optimaler Beschaffungs-, Lager- und Transportstrategien sowie eine optimierte Bevorratung von Beschaffungsobjekten. 